# パウロ・ヴィクトル・ミレオ・ヴィドッティ
パウロ・ヴィクトル（Paulo Victor）ことパウロ・ヴィクトル・ミレオ・ヴィドッティ（ポルトガル語: Paulo Victor Mileo Vidotti、1987年1月12日 - ）は、ブラジルのサッカー選手。ポジションはGK。

## クラブ歴
2004年にCAアシセンセのゴールを守ったが、カンピオナート・パウリスタA3へは2得点の差で昇格出来なかった。しかし彼自身は17歳でCRフラメンゴに個人昇格した。それ以降はユースの大会で多くのタイトルを獲得した。2007年の初めにトップチームに昇格、2008年にアメリカ-RJにレンタルされてカンピオナート・カリオカでプロ初出場。ブルーノとジエゴがクラブを去ると第2ゴールキーパーとなった。2010年のカンピオナート・ブラジレイロ・セリエA最終節に同リーグでの初出場機会を獲得し、0-0の引分に終わった。2011年にマルセロ・ロンバがレンタル移籍すると正ゴールキーパーとなった。
2017年1月26日にスュペル・リグのガズィアンテプスポルが2017-18シーズン終了までの契約で彼を期限付き移籍の形で獲得。3日後のトラブゾンスポル戦で初出場したものの4-0の惨敗を喫した。1年半という長い期限付き移籍契約であったが、給料支払の遅滞によって半年でブラジルに帰還した。
2017年7月13日にグレミオFBPAに移籍した。
2021年8月6日、CSマリティモに1年契約で移籍した。

## 個人
弟のマルセロ・ヴィドッティもサッカー選手。

## タイトル
フラメンゴ
- カンピオナート・ブラジレイロ・セリエA: 2009
- カンピオナート・カリオカ: 2007, 2008, 2009, 2011, 2014
- コパ・ド・ブラジル: 2013

グレミオFBPA
- コパ・リベルタドーレス: 2017
- レコパ・スダメリカーナ: 2018
- カンピオナート・ガウショ: 2018, 2019, 2020, 2021